# Skwosch-Frösche Marburg
Die Skwosch-Frösche Marburg sind ein Squash-Verein aus Marburg.

## Vereinsgeschichte
Die Skwosch-Frösche wurden am 29. April 1984 gegründet. Nachdem die erste Herrenmannschaft bereits von 1989 bis 1991 in der zweithöchsten deutschen Spielklasse vertreten war, gelang dem Verein 2003 durch die Übernahme einer Lizenz der Einzug in die 1. Squash-Bundesliga. Nach dem Rückzug des Hauptsponsors in 2006 musste sich der Verein allerdings wieder aus der Bundesliga verabschieden. In den drei Jahren war es zwei Mal gelungen in die Playoffs um die Deutsche Meisterschaft einzuziehen. Zur Mannschaft gehörte dabei unter anderem André Haschker.
In der Saison 2012/13 gelang der ersten Herrenmannschaft der Aufstieg in die 2. Bundesliga Süd. Verstärkt durch den deutschen Nationalspieler Rudi Rohrmüller und den tschechischen Jungnationalspieler Martin Švec gewann die Mannschaft als Aufsteiger direkt den Meistertitel. Gleichzeitig stiegen auch die zweite und dritte Herrenmannschaft jeweils in die Hessen- und die Bezirksliga auf und machten damit die Saison 2013/14 zu einer der erfolgreichsten der Vereinsgeschichte.
Infolge der Umstrukturierung der Squash-Bundesliga, die eine Neuaufteilung der ersten und zweiten Ligen in die drei Gruppen Bundesliga Nord/-Mitte/-Süd bedeutete, bestritt Marburg die Saison 2014/2015 in der Bundesliga Mitte und belegte am Ende einen Platz im unteren Mittelfeld. Der Rückzug des Hauptsponsors sowie der Weggang der beiden Leistungsträger Rudi Rohrmüller und Martin Švec zum Squashverein des Sportwerk Hamburg Walddörfer veranlassten den Verein erneut zu der Entscheidung, sich aus der Squash-Bundesliga zurückzuziehen.
Mit dem Start der Saison 2022/23 stellten die Skwosch-Frösche zwei Herrenmannschaften in der Landesliga Nord und Bezirksliga.

## Erfolge
- Teilnahme an den Playoffs um die Deutsche Meisterschaft: 2003/04 und 2005/06
- Meister der 2. Squash-Bundesliga Süd 2013/14